# Gobernación de Socotra
La gobernación de Socotra (en árabe: أرخبيل سقطرى) es uno de los estados de Yemen, ubicado en el archipiélago de Socotra, de allí que conserve su nombre.

## Historia
Desde antes del dominio británico, Socotra había sido parte del sultanato de Mahra, y permaneció así después de que Mahra se convirtiera en parte del protectorado de Aden. Con la independencia de Yemen del Sur en 1967, el archipiélago se unió a la gobernación de Adén, a pesar de su distancia. En 2004, fue trasladado a la gobernación de Hadhramaut. Desde 2013 Socotra tiene su propia gobernación.

### Eventos de 2018
En el 30 de abril de 2018 el ejército de los Emiratos Árabes Unidos tomó control de la isla, del sector marítimo adyacente y el aeropuerto local. El 14 de mayo del mismo año, se negoció un acuerdo entre los Emiratos Árabes Unidos y Yemen en el cual se le devolvió el control del aeropuerto y el sector marítimo adyacente a este último. Además se desplegaron tropas sauditas y se acordó un ejercicio conjunto de entrenamiento militar.

## Distritos
- Distrito de Hidaybu (en la parte este de la gobernación)
- Distrito de Qulansiyah wa 'Abd-al-Kūrī (en la parte oeste de la gobernación)